# Super Sentai
Super Sentai (jap. スーパー戦隊シリーズ Sūpā Sentai Shirīzu) – gatunek seriali produkcji japońskiej opowiadających o grupie (czasami nawet rodzinie) superbohaterów w różnokolorowych kostiumach, którzy wykorzystują swe moce do walki ze złem lub obrony swojej planety przed niebezpieczeństwem. Walczą głównie z potworami (najczęściej kosmitami) oraz posiadają specjalną broń (np.: miecze, działa), pojazdy oraz wielkie roboty mecha do bitew z olbrzymami. Wszystkie serie zostały wyprodukowane przez Toei Company (czasem przy współpracy z innymi wytwórniami) oraz wyemitowane na kanale TV Asahi (do 1977 NET). Super Sentai jest skierowany głównie do młodszej widowni, jednak niektóre z serii wkraczają w nieco doroślejszy poziom i są bardziej brutalne.
Słowo sentai (jap. 戦隊) w języku japońskim oznacza dosłownie oddział wojskowy, eskadrę lub grupę bojową. Przedrostek super oznaczał do 1996 roku serial Sentai w którym wojownicy posiadali dużego robota do walki. Obecnie tylko cztery seriale z sagi nie posiadają w tytule słowa sentai.

## Geneza i powstanie
Każdy odcinek serialu Sentai przedstawia walkę dobra ze złem, którą zawsze wygrywa dobro. Mimo iż serial koncentruje się głównie na walce, czasem któryś z bohaterów musi rozwiązać własne sprawy. Zazwyczaj każdy odcinek serialu jest oparty na tym samym schemacie:
- przedstawienie i pojawienie się osoby/rzeczy, którą wrogie siły chcą zyskać lub skrzywdzić;
- plan złoczyńców i stworzenie/pojawienie się tzw. „Potwora Tygodnia” (monstrum z jakim bohaterowie będą walczyć w danym odcinku);
- atak potwora;
- pojawienie się bohaterów i podjęcie pierwszej walki (tu może wystąpić przegrana i zmiana taktyki wojowników);
- pokonanie potwora;
- wskrzeszenie i powiększenie się potwora (czasem użycie przezeń gigantycznego uzbrojenia); podjęcie walki za pomocą gigantycznego robota (motyw ten obowiązuje od 1979);
- zażegnanie problemu.

Pomysł stworzenia fikcyjnych superbohaterów walczących ze złoczyńcami powstał w Stanach Zjednoczonych. Pierwszym był Superman, a następnie Batman, Spider-Man i wielu innych. Japończycy również zaczęli wymyślać herosów, na początku (jak Amerykanie) w formie komiksów. Wielu mangaków tworzyło opowieści o bohaterach, które potem były ekranizowane w formie live-action. W serialach tych była duża ilość kostiumów i efektów specjalnych. Tak powstał gatunek o nazwie tokusatsu (jap. efekty specjalne) i zyskał sporą popularność.
Historia Sentai rozpoczęła się w roku 1975, kiedy Shōtarō Ishinomori zdecydował się na stworzenie serialu o piątce superbohaterów w różnokolorowych kostiumach walczących przeciwko terrorystom. Ishinomori na koncie miał już kilka innych popularnych serii, w tym Kamen Ridera, Kikaidera, czy Cyborg 009. Pierwsza seria – Himitsu Sentai Goranger – miała dużą oglądalność. Po wyemitowaniu 84 odcinków Gorangersów, Ishinomori postanowił nakręcić drugą – JAKQ Dengekitai, jednak ta okazała się niewypałem, przez co Ishinomori przestał zajmować się Sentaiem. Goranger i JAKQ zostały oficjalnie uznane za Super Sentai dopiero w 1996 roku.
W 1978 przedsiębiorstwo Toei stworzyło na licencji Marvel Comics własną wersję Spidermana, który miał dużego robota do walki z olbrzymami. Rok później obie firmy postanowiły znowu połączyć siły i wskrzesić ideę Ishinomoriego. Czerpiąc z Kapitana Ameryki, Toei i Marvel stworzyło Battle Fever J – pierwszy Sentai z dużym robotem. Serial ten do 1996 roku był uznawany za pierwszy Super Sentai. W 1982 roku umowa wygasła, od tamtego czasu Toei sama tworzy Super Sentai. W latach 80. Sentai ukształtował się w tej formie, którą znamy do dziś. Wiele Sentai zostało emitowanych poza Japonią np. we Francji, na Filipinach czy też w Ameryce Południowej, gdzie zdobyły ogromną popularność. W niektórych seriach fabuła była nieco bardziej dramatyczna i sceny były bardziej brutalne, czego przykładem mogą być Liveman, Jetman a także Ohranger.
Amerykańsko-żydowski filmowiec Haim Saban postanowił stworzyć program, który byłby amerykańską adaptacją Super Sentai. W 1993 roku zakupił licencję od wytwórni Toei na stworzenie swojego serialu, luźno bazującego na serii Zyuranger, z którego wykorzystano sceny walk oraz złoczyńców i dodano sceny z aktorami amerykańskimi. W ten sposób powstał serial Mighty Morphin Power Rangers. Od tej pory każda seria Sentai (z częściowym wyłączeniem Dairanger i Kakuranger oraz całkowitym wyłączeniem Go-Busters i Toqger) posiada własną adaptację amerykańską. W 2003 roku Power Rangers zostało wykupione przez Disney, lecz po spadającej popularności w 2009 roku ogłoszono Power Rangers RPM ostatnią serią. Mimo to Saban odkupił od Disneya prawa autorskie i w 2011 roku stworzył nową serię.
Obecnie, co pięć lat od roku 2001, drużyna na dany rok spotyka się z zespołem złożonym z wojowników z kilku poprzednich serii. Taki przypadek był w seriach Gaoranger, Boukenger i Gokaiger (tutaj występują wszyscy poprzedni wojownicy w Sentai, a niektórzy też w ludzkiej postaci).

## Lista Sentai
Każdy serial z gatunku ma swoje własne, unikatowe cechy.
- Himitsu Sentai Goranger – „ojciec” wszystkich Sentai stworzony przez Shōtarō Ishinomoriego. Emitowany w latach 1975–1977 serial opowiadał o piątce szpiegów uzbrojonych w kolorowe kombinezony walczących przeciwko terrorystom z Armii Czarnego Krzyża. Uznany za Super Sentai dopiero w roku 1996 wraz z JAKQ. Serial miał 84 odcinki, jest najdłuższym Sentai.
- JAKQ Dengekitai – drugi i ostatni Sentai stworzony przez Ishinomoriego. Motywem są karty do gry – skrót JAKQ to pierwsze litery angielskich nazw figur – Jack, Ace, King i Queen (Walet, As, Król i Dama). Emitowano w roku 1977 w 35 odcinkach. Jedyny Sentai, w którym wszyscy wojownicy to cyborgi. Na początku istniało 4 wojowników, później doszedł piąty. JAKQ walczyło przeciwko terrorystom z organizacji CRIME. Uznany za Super Sentai wraz z Gorangerami w 1996 roku.
- Battle Fever J – powstał z połączenia sił Toei i Marvel Comics. Dość nietypowa seria, bowiem każdy wojownik reprezentował jakieś państwo (Japonia, Francja, Kenia, Stany Zjednoczone i ZSRR) i do tego potrafił tańczyć. Nowością jest też to że to pierwsza drużyna, która posiadała ogromnego robota do walki z wielkimi przeciwnikami. Wojownicy walczyli przeciw organizacji Egos. Emitowany w latach 1979–1980, serial miał 52 odcinki. Przed rokiem 1996 liczony był jako pierwszy Super Sentai, jednak potem dano mu miejsce trzeciego, zaraz po Gorangersach i JAKQ.
- Denshi Sentai Denjiman – piątka młodych ludzi, których przodkowie pochodzili z planety Denji stanęło do walki przeciw rodowi Vader. Po raz pierwszy wojownicy noszą czarne wizjery (poprzednie były z tego samego materiału co hełmy) oraz mają osobisty przyrząd do przemiany, w postaci pierścieni. Denjiman był emitowany w latach 1980–1981 w 51 odcinkach.
- Taiyō Sentai Sun Vulcan – emitowany w latach 1981–1982. Ostatnia seria stworzona przy współpracy z Marvelem. Opowiadał o walce trójki bohaterów przeciw Imperium Czarnej Magmy. Jedyny Sentai pod wieloma względami: zmienił się czerwony wojownik, wojowników nie było więcej niż 3 przez całą serię, oraz jest to jedyna drużyna bez kobiety. Częściowo kontynuował fabułę Denjimanów. Pierwszy raz wojownicy byli powiązani ze zwierzętami. Serial liczył 50 odcinków.
- Dai Sentai Goggle Five – emitowany w latach 1982–1983 w 50 odcinkach. Piątka młodych ludzi walczyła przeciw Imperium Deathdark. Motywami były kamienie szlachetne, starożytne cywilizacje i gimnastyka.
- Kagaku Sentai Dynaman – emitowany w latach 1983–1984, w 51 odcinkach. Piątka młodych naukowców-wojowników toczy walkę z Imperium Jashinka, aby zrealizować swe marzenia. Pierwszy Sentai ze spandeksowymi kostiumami.
- Chōdenshi Bioman – emitowany w latach 1984–1985, serial liczył 51 odcinków. Fabuła pod wieloma względami jest podobna do „Denjiman” Piątka młodych ludzi posiadających Bio Cząsteczki walczy przeciwko Nowemu Imperium Gear. Pierwszy Sentai z dwoma kobietami w drużynie.
- Dengeki Sentai Changeman – emitowany w latach 1985–1986, w 55 odcinkach. Piątka żołnierzy została wybrana przez energię zwaną Earthforce do walki z kosmicznymi najeźdźcami Gozma. Jest to ostatni do 2013 roku Sentai bez żółtego wojownika (poprzednie to JAKQ i Battle Fever J). Bazuje na mitologii i wojsku.
- Chōshinsei Flashman – emitowany w latach 1986–1987, liczył 50 odcinków. Opowiada o piątce młodych ludzi, którzy jako dzieci zostali porwani przez Imperium Mess i wysłani na planetę Błysk. Ich cel to pokonanie Mess na Ziemi. Pierwszy serial z dwoma robotami.
- Hikari Sentai Maskman – emitowany w latach 1987–1988, liczył 51 odcinków. Piątka mistrzów sztuk walki musi pokonać Podziemne Imperium Tubę, które chcę zawładnąć powierzchnią. Maskmani korzystają ze specjalnej mocy zwanej Aura Power. Pierwszy serial, w którym każdy wojownik ma własną maszynę stanowiącą część robota oraz pierwszy, w którym pojawił się szósty wojownik lecz tylko na 1 odcinek.
- Chōjū Sentai Liveman – emitowany w latach 1988–1989, liczył 49 odcinków. Ostatni serial z ery Shōwa, opowiadał o trójce studentów chcących pomścić swoich przyjaciół, którzy zostali zabici przez organizację Wolt. Z biegiem czasu do drużyny dołącza rodzeństwo zamordowanych. Przez wielu fanów uważany za jeden z najlepszych i najpoważniejszych Sentai. Pierwszy Sentai z maszynami podobnymi do zwierząt, pierwszy z dwoma robotami umiejącymi się połączyć w jednego oraz pierwszy z niebieską wojowniczką.
- Kōsoku Sentai Turboranger – emitowany w latach 1989–1990, liczył 51 odcinków. Opowiada o piątce maturzystów toczących wojnę z 100 Klanami Demonów. Pierwszy serial, w którym wojownicy są jeszcze niepełnoletni.
- Chikyū Sentai Fiveman – emitowany w latach 1990–1991, liczył 48 odcinków. Motywami głównymi są rodzina i szkoła, bowiem wszyscy wojownicy to rodzeństwo nauczycieli, którzy na dodatek pracują w tej samej szkole. Rodzeństwo Hoshikawa musi stawić czoła Galaktycznej Armii Zone i odnaleźć swoich zaginionych rodziców-astronautów.
- Chōjin Sentai Jetman – emitowany w latach 1991–1992, liczył 51 odcinków. Bazował głównie na anime o nazwie Wojna planet, stąd ptaki są głównym motywem. Piątka ludzi napromieniowanych falami Birdonik walczy z Partią Wojenną Vyram. Obok Livemana jeden z poważniejszych Sentai. W Jetman pierwszy raz wojownicy mają trzy roboty, jak i dwójka wojowników bierze ślub. Jetman był jednym z najczęściej oglądanych Sentai w trakcie pierwszej emisji, przez wielu fanów sagi jest uważany za arcydzieło gatunku.
- Kyōryū Sentai Zyuranger – emitowany w latach 1992–1993, liczył 50 odcinków. Głównym motywem są dinozaury oraz prehistoryczne ssaki. Prehistoryczni wojownicy walczą z Gangiem Wiedźmy Bandory. W międzyczasie pojawia się szósty wojownik, który z czasem dołącza do Zyurangerów. Serial jest pierwszą serią zaadaptowaną przez Amerykanów na Power Rangers.
- Gosei Sentai Dairanger – emitowany w latach 1993–1994, liczył 50 odcinków. Główny motyw to mitologia chińska. Potomkowie klanu Dai muszą pokonać klan Gorma, który chce zawładnąć światem. Pierwszy serial, w którym szóstym wojownikiem jest dziecko. Podobnie jak w przypadku Liveman czy Jetman seria ta cechuje się dużą dozą dramatycznych wątków i brutalnych scen.
- Ninja Sentai Kakuranger – emitowany w latach 1994–1995, liczył 53 odcinki. Potomkowie shinobi muszą pokonać yōkai – demony z japońskiej mitologii.
- Chōriki Sentai Ohranger – emitowany w latach 1995–1996, liczył 48 odcinków. Bazuje się na wojsku, technologii i mitologii (szczególnie egipskiej). Bohaterowie walczą z Mechanicznym Imperium Baranoia, które chce całkowicie zmechanizować Ziemię.
- Gekisō Sentai Carranger – emitowany w latach 1996–1997, liczył 48 odcinków. Seria jest uważana za parodię Turborangersów, jak i całego Sentai. O samochodach i magii, serial jest przesycony japońskim humorem i nawiązaniami do popkultury. Piątka pracowników warsztatu samochodowego staje do walki z kosmicznym gangiem Bowzock, podobnym do yakuzy.
- Denji Sentai Megaranger – emitowany w latach 1997–1998, liczył 51 odcinków. Bazuje się na technologii cyfrowej. Tak jak w Turboranger wojownicy są nastolatkami, muszą walczyć z Elektronicznym Imperium Nejirejią.
- Seijū Sentai Gingaman – emitowany w latach 1998–1999, liczył 50 odcinków. Piątka młodych rycerzy mieszkających w lesie Ginga została wybranych na 133 Gingamanów, którzy muszą pokonać grupę kosmicznych piratów Balban. Bazuje się na zwierzętach, magii i pogaństwie.
- Kyūkyū Sentai GoGoFive – emitowany w latach 1999–2000, liczył 50 odcinków. Rodzeństwo ratowników walczy z demonami Psyma. Seria bazuje się na ratownictwie.
- Mirai Sentai Timeranger – emitowany w latach 2000–2001, liczył 51 odcinków. Pierwsza seria trzeciego tysiąclecia, stąd nazwa „Timeranger”. Czwórka policjantów z roku 3000 ścigających zbiegłych więźniów przybywa do roku 2000. Do drużyny dołącza tubylec Tatsuya. Zadanie Timerangerów to aresztowanie kryminalistów i powrót czwórki do roku 3000. Pierwsza seria, w której pokazano nowe logo Super Sentai, jak i pierwsza z dwoma czerwonymi wojownikami.
- Hyakujū Sentai Gaoranger – emitowany w latach 2001–2002, liczył 51 odcinków. Piątka młodych ludzi używa mocy zwierząt do walki z Orgami. W międzyczasie do drużyny dołącza szósty wojownik. 25 seria Sentai, w filmie Gaoranger vs. Super Sentai spotykają się ze specjalną drużyną z poprzednich serii.
- Ninpū Sentai Hurricanger – emitowany w latach 2002–2003, liczył 51 odcinków. Trójka młodych ninja ze szkoły Hayate walczy z Kosmicznymi Ninja Jakanja. Hurricangerom pomagają Gouraijersi – dwójka braci ze szkoły Ikazuchi oraz tajemniczy ninja Shurikenger. Seria czerpie dużo z Liveman, drużyna zaczyna jako trójka, potem dołączają do niej dwaj inni. Na dodatek główna trójka (Hurricangersi) ma dokładnie ten sam motyw płci, kolorów i zwierząt, co trzej pierwsi Livemani. Motyw ninja pochodzi natomiast z serii Kakuranger.
- Bakuryū Sentai Abaranger – emitowany w latach 2003–2004, liczył 51 odcinków. Czwórka ludzi urodzona z mocą zwaną „Dino odwaga” staje się Abarangerami by pokonać Ewolienów, złych wojowników chcących przywrócić Ziemię do prehistorii. Motywem głównym są dinozaury, podobnie jak w Zyuranger.
- Tokusō Sentai Dekaranger – emitowany w latach 2004–2005, liczył 50 odcinków. Opowiada o ziemskim oddziale Specjalnej Policji Dekaranger (w skrócie SPD), którzy walczą z kosmicznymi przestępcami zwanymi Alienizerami. Główny wątek to policja. Jest to sentai z największą liczbą wojowników, jest ich w sumie 9, lecz tylko 5 walczy w każdym odcinku, jeden stale działa od połowy serii, a pozostała 3 to Extra Herosi.
- Mahō Sentai Magiranger – emitowany w latach 2005–2006, liczył 49 odcinków. Rodzina Ozu staje do walki z potworami podziemia – Infershią. Głównym wątkiem jest magia.
- Gōgō Sentai Boukenger – emitowany w latach 2006–2007, liczył 49 odcinków. Drużyna sformowana przez organizację SGS musi odnaleźć tajemnicze skarby zwane Plecjozami, nim wpadną w ręce Negatywnych Syndykatów. Opiera się na poszukiwaniu skarbów, archeologii i przygodzie. Jubileusz 30-lecia, podobnie jak Gaorangersi, drużyna spotyka się z kilkoma wojownikami z poprzednich serii a także z tajemniczym Aka Czerwonym.
- Jūken Sentai Gekiranger – emitowany w latach 2007–2008, liczył 49 odcinków. Opowiada o walce uczniów szkoły Sztuk Bestii – Gekirangerów ze szkołą sztuk walki zła Akugata. Główne motywy to moc zwierząt oraz kung-fu.
- Engine Sentai Go-onger – emitowany w latach 2008–2009, liczył 50 odcinków. Grupka Ziemian zostaje wybrana przez maszynowe zwierzęta zwane Enginami na Go-Ongerów, którzy muszą pokonać klan Gaiark chcących zanieczyścić Ziemię. Serial jest swoistym połączeniem kilku poprzednich serii, głównie Carranger (motyw aut i humor) i Liveman (zwierzęta, warto wspomnieć, że piątka Go-Ongerów ma takie same kolory jak Livemani, jednak z płcią jest inaczej). Bazuje na samochodach, zwierzętach oraz ekologii
- Samurai Sentai Shinkenger – emitowany w latach 2009–2010, liczył 49 odcinków. Głowa klanu Shiba i jego poddani muszą pokonać demony z rzeki Sanzu – Gedoushuu. Seria oparta na kulturze feudalnej Japonii oraz bushidō. Pierwsza w której pojawia się inny czerwony wojownik będący kobietą.
- Tensō Sentai Goseiger – emitowany w latach 2010–2011, liczył 50 odcinków. Piątka gosei – aniołów musi ochronić Ziemię przed 3 odrębnymi grupami, Warstar, Yumajū i Matrintis. Jednak ostatecznym wrogiem staje się upadły anioł Burajira, który należał wcześniej do wszystkich 3 złych syndykatów podszywając się pod nazwą Buredoran. Wojownicy używają do walki specjalnych kart oraz mocy zwanej Tensō Jūtsu.
- Kaizoku Sentai Gokaiger – emitowany w latach 2011–2012, liczył 51 odcinków. Motywem przewodnim serialu są piraci. Piątka kosmicznych piratów przybywa na Ziemię by odnaleźć Największy Skarb Wszechświata. Muszą oni pokonać Kosmiczne Imperium Zangyack, które zostało wcześniej powstrzymane przez 34 poprzednie grupy w tzw. Wojnie Legend. Jest to rocznicowa seria dlatego też Gokaigersi potrafią przemieniać się we wszystkich byłych wojowników Super Sentai, do tego podczas swojej podróży spotykają niektórych dawnych rangersów, którzy ofiarują im „Najwspanialszą Moc”, dzięki której będą w stanie pokonać Zangyack.
- Tokumei Sentai Go-Busters – emitowany w latach 2012–2013, liczył 50 odcinków. Tym razem wojownicy to specjalnie wyszkoleni szpiedzy do walki ze zbuntowanym wirusem zwanym Mesjaszem. W dodatku serial czerpie dużo z Go-onger i po części z Goseiger ponieważ znowu pojawia się motyw partnerstwa.
- Zyuden Sentai Kyoryuger – emitowany w latach 2013–2014, liczył 48 odcinków. Trzecia seria z dinozaurami jako głównym motywem. Grupka śmiałków wybrana przez boga Torina wraz z pomocą ujarzmionych przez siebie Elektrozaurów musi jako Kyoryugersi powstrzymać kosmiczną Armię Debos przed podbojem Ziemi.
- Ressha Sentai ToQger – emitowany w latach 2014–2015, liczył 47 odcinków. Motywem są pociągi. Pierwszy Sentai w którym wojownicy mogą zamieniać się kolorami. Piątka młodych ludzi, którzy nie pamiętają nic prócz czasów swego dzieciństwa podróżuje Linią Tęczy i jako ToQgersi musi walczyć przeciwko potworom złej Linii Cienia.
- Shuriken Sentai Ninninger – emitowany w latach 2015–2016, liczył 47 odcinków. Motywem jest po raz kolejny sztuka ninja (wcześniej ten motyw posiadały Kakuranger i Hurricanger). Piątka kuzynów-ninja walczy z potworami Yōkai dowodzonymi przez Gengetsu Kibaoniego, które przebudziły się po rzekomej śmierci Ostatniego Ninja, będącego dziadkiem bohaterów.
- Dōbutsu Sentai Zyuohger – jubileuszowa, czterdziesta seria emitowana w latach 2016–2017, liczył 48 odcinków. Głównym motywem są zwierzęta (podobnie jak w innej jubileuszowej serii Gaoranger). Czwórka ludzi-zwierząt werbuje młodego zoologa do walki z kosmitami Deathgalienami, którzy po zaatakowaniu ich świata w ramach gry mają na celowniku Ziemię[1].
- Uchū Sentai Kyuranger – emitowany w latach 2017–2018. Głównym tematem jest kosmos. Ziemia zostaje zaatakowana przez kosmicznych najeźdźców, których może powstrzymać jedynie grupa dziewięciu wojowników o mocach pochodzących z konstelacji gwiezdnych. Jest to pierwsza seria, w której od samego początku istnieje dziewięciu wojowników, zaś ostatecznie ich liczba wynosi 12.
- Kaitō Sentai Lupinranger vs. Keisatsu Sentai Patranger – emitowany w latach 2018–2019. Główny motyw to policjanci i złodzieje. Jest to pierwszy serial Sentai, w którym występują dwie trzyosobowe drużyny rywalizujące ze sobą, choć mające wspólnego wroga[2]. Jest to oficjalnie ostatni z okresu Heisei.
- Kishiryū Sentai Ryusoulger – emitowany w latach 2019–2020. Pomimo premiery w poprzednim okresie, jest oficjalnie pierwszym serialem z okresu Reiwa. Głównym tematem są rycerze i dinozaury. Jest to czwarta, po seriach Zyuranger, Abaranger i Kyoryuger z motywem dinozaurów. Po 65 milionach lat potężna grupa potworów zwanych Druidonami, która po uderzeniu ogromnego meteorytu uciekła w kosmos, ponownie chce podbić Ziemię. Tryb DinoRycerzy, który walczył z Druidonami razem ze swoimi dinozaurami, pozostał na Ziemi i wytrzymał czasy epoki lodowcowej będącej skutkiem meteorytu. DinoRycerze umieścili swoje dinozaury w Dinoduszach i zapieczętowali je w jaskiniach na całym świecie. Teraz Tryb powołuje nowych wojowników, Ryusoulgerów do walki z Druidonami.
- Mashin Sentai Kiramager – emitowany w latach 2020–2021. Głównym tematem serii są klejnoty i maszyny. Jest to pierwszy sezon, którego początki najnowszego pokolenia wojowników są zawarte w odcinku specjalnym, tzw. "Odcinku Zero". W tym właśnie odcinku księżniczka pochodząca z niezwykłej planety Krystalii zaatakowanej przez jej stryja, który również zabił swojego starszego brata i jednocześnie króla, przybywa razem z mówiącymi kamieniami szlachetnymi na Ziemię w poszukiwaniu ludzi z "błyszczącą duszą", aby mogli walczyć z armią Imperium Yodonheim. Pięciu nowych wojowników zostaje wybranych przez kamienie, a one z kolei zmieniają się w niezwykłe Maszyny. Dzięki nim walczą z wrogiem próbującym pozbawić ludzi nadziei i blasku.
- Kikai Sentai Zenkaiger – emitowany w latach 2021-2022. Jest jubileuszową 45 serią, której tematem przewodnim są roboty i wynalazki. Drużyna używa broni, ataków oraz zordów wzorowanych na poprzednikach. Bohaterowie używają pełnej mocy, aby powstrzymać wroga próbującego zniszczyć równoległe światy. Jeden z bohaterów, Kaito Goshikida, znany także jako Zenkaiser, z sercem sprawiedliwości, staje do walki ze złem, które wdarło się, aby zniszczyć ich dom. Obok Kaita walczą również cztery Kikanoidy (robotyczne i żywe istoty).
- Avataro Sentai Donbrothers(inne języki) – emitowany w latach 2022-2023. Motywem przewodnim jest popularna japońska bajka o Momotarō oraz awatary. Jest pierwszą serią od czasów Sun Vulcan , która jest kontynuacją poprzedniej. Taro Moimoi jako dziecko przybył na Ziemię 21 lat wcześniej w kapsule w kształcie brzoskwini, a następnie został przygarnięty i wychowany przez Jina Moimoi. Teraz jako Don Momotaro razem z czwórką innych wojowników używających mocy małpy (saru), psa (inu), bażanta (kiji) i oni walczy z demonami powstałymi z ludzkich pożądań oraz stworzonych przez wrogą demoniczną grupę Noto.
- Ohsama Sentai King-Ohger(inne języki) - emitowany w latach 2023-2024. Głównym motywem są królestwa oraz owady (po raz pierwszy w historii Super Sentai). Piątka władców oddzielnych królestw na Ziemi (Chikyu) łączy siły, aby móc stanąć do walki z armią Bugnarok, które po ponad 2000 lat powstaje ponownie, aby podbić Chikyu. Wkrótce dołącza szósty władca, ale potem pojawiają się nowi, jeszcze potężniejsi niż Bugnarok, wrogowie z kosmosu, którzy zniszczyli już wiele innych planet. Każdy z monarchów używa niezwykłych mieczy do przemiany w King-Ohgerów, a w walkach z powiększonymi potworami pomagają im zordy wzorowane na owadach i razem walczą z wrogiem, przy wsparciu swoich służących oraz poddanych.
- Bakuage Sentai Boonboomger(inne języki) - emitowany w latach 2024-2025 roku. Motywem przewodnim są samochody i wyścigi. Milioner i uzdolniony mechanik Taiya Hando tworzy drużynę, która stawia czoło wrogom z mafii międzyplanetarnej Hashiryian i jednocześnie pomaga przyjaznemu kosmicie o imieniu Bundorio Bunderas, który przemienia się w ogromną ciężarówkę, wrócić do wyścigów po stracie licencji po wypadku. Taiya wraz z Bundorio rekrutują czterech śmiałków, czyli szpiega i łamacza kodów Ishira Meitę, nową dziewczynę w mieście, pracującą dorywczo Mirę Shifuto, policjanta Jyo Akuse oraz nabywcę Genbę Bureki, aby móc walczyć z Hashiryianami. Po jakimś czasie do drużyny dołącza kosmiczny osadnik Sakito Homura razem ze swoim partnerem Byun Dieselem, podobnym kosmitą do Bundoria, żeby również stanąć do walki z wrogiem i przygotować się do największego w całym wszechświecie wyścigu Big Bang Grand Prix.
- No.1 Sentai Gozyuger(inne języki) - emitowany od 16 lutego 2025 roku.

## Kolory Wojowników
Każda drużyna posiada kilku wojowników w różnych kolorach – standardowo są to czerwony, niebieski, żółty, różowy, zielony oraz czarny. Zwykle w każdej drużynie występuje co najmniej jedna wojowniczka (z wyjątkiem Sun Vulcan – tu w skład zespołu wchodzili tylko mężczyźni). Do czasu powstania Bioman tylko różowy wojownik był kobietą. Tylko czerwony i niebieski wojownik występują w każdej serii, zaraz po nich jest kolor żółty (nie było go tylko w seriach JAKQ, Battle Fever J, Changeman oraz Kyoryuger), różowy (czasem zastępowany przez biały) i naprzemiennie zielony i czarny. Czasami zdarza się, że dwóch innych wojowników z jednej grupy ma ten sam kolor (np. w Timeranger) lub jego inny odcień (np. Hurricanger). Bywa też czasem tak, że trudno jednoznacznie ustalić kolor danego wojownika. Większość drużyn składa się z 5 osób, lecz zdarzają się też takie które zaczynają działalność we trójkę lub w czwórkę (JAKQ, Sun Vulcan, Liveman, Hurricanger, Abaranger, Gekiranger, Go-Busters) a kończą w piątkę lub więcej. Od czasu powstania Kyoryu Sentai Zyuranger zwykle w połowie serii do drużyny dołącza 6 wojownik. Obecnie w modzie jest pojawienie się nawet siedmiu wojowników w serialu. Są również serie w których występują tzw. „Dodatkowi Herosi”, którzy pomagają bohaterom lecz pojawiają się stosunkowo rzadko.
Zwykle jest przypisane, że czerwonym wojownikiem jest mężczyzna. Zdarzył się jeden wyjątek w Shinkenger, gdzie czerwony kolor posiadali zarówno mężczyzna, jak i kobieta, ale była ona jedynie oddzielnym, dodatkowym herosem. Niebieski kolor noszą przeważnie mężczyźni – tylko w 5 przypadkach wojownikiem w tym kolorze była kobieta. Płeć żółtego wojownika do 2005 roku był praktycznie zamienna – raz był to mężczyzna, a za innym razem kobieta. Od Boukenger do ToQger żółty wojownik jest zawsze kobietą, ale w całej historii Sentai większość żółtych wojowników to mężczyźni. W przypadku kolorów czarnego, zielonego i różowego płeć jest zawsze stała – różowy zawsze jest kobietą, a czarny i zielony zawsze mężczyzną. Zdarzyły się jednak 3 przypadki zielonej wojowniczki. Biali wojownicy, podobnie jak żółci są różnej płci, jednak dotychczas w tej barwie wystąpiła większa ilość wojowników płci żeńskiej, niż męskiej. Wojownicy w kolorach metalicznych (srebrny i złoty) to na ogół mężczyźni, wyjątek stanowią dwie wojowniczki z Dekaranger oraz jedna z Go-Onger. Pozostałe kolory (pomarańczowy i fioletowy) pojawiają się o wiele rzadziej. W serii Ryusoulger do palety kolorów doszedł brązowy. W Kyoryuger zanotowano pierwszy przypadek, kiedy moce wojownika jednego koloru przejmuje osoba płci przeciwnej (w tym przypadku kobieta od mężczyzny). W ToQger natomiast wojownicy po raz pierwszy posiedli możliwość zamieniania się kolorami np. czerwony-zielony. Bywa czasem też tak, że nie da się jednoznacznie sprecyzować koloru wojownika, np. Battle Kenia (czarny/zielony) lub Deka Łabędź (pomarańczowy/biały).
W poniższej tabeli przedstawione zostały kolory wojowników w danej drużynie, a także ewentualne zmiany w składzie grupy:
| Seria          | Czerwony | Niebieski | Żółty    | Różowy | Zielony | Czarny | Biały | Pomarańczowy | Srebrny      | Złoty | Fioletowy | Brązowy |
| -------------- | -------- | --------- | -------- | ------ | ------- | ------ | ----- | ------------ | ------------ | ----- | --------- | ------- |
| Goranger       | ♂        | ♂         | ♂₁→♂₂→♂₁ | ♀      | ♂       |        |       |              |              |       |           |         |
| JAKQ           | ♂        | ♂         |          | ♀      | ♂       |        | ♂     |              |              |       |           |         |
| Battle Fever J | ♂        | ♂         |          | ♀₁→♀₂  |         | ♂      |       | ♂₁→♂₂        |              |       |           |         |
| Denjiman       | ♂        | ♂         | ♂        | ♀      | ♂       |        |       |              |              |       |           |         |
| Sun Vulcan     | ♂₁→♂₂    | ♂         | ♂        |        |         |        |       |              |              |       |           |         |
| Goggle Five    | ♂        | ♂         | ♂        | ♀      |         | ♂      |       |              |              |       |           |         |
| Dynaman        | ♂        | ♂         | ♂        | ♀      |         | ♂      |       |              |              |       |           |         |
| Bioman         | ♂        | ♂         | ♀₁→♀₂    | ♀      | ♂       |        |       |              |              |       |           |         |
| Changeman      | ♂        | ♂         |          | ♀      |         | ♂      | ♀     |              |              |       |           |         |
| Flashman       | ♂        | ♂         | ♀        | ♀      | ♂       |        |       |              |              |       |           |         |
| Maskman        | ♂        | ♂         | ♀        | ♀      | ♂       | ♂      |       |              |              |       |           |         |
| Liveman        | ♂        | ♀         | ♂        |        | ♂       | ♂      |       |              |              |       |           |         |
| Turboranger    | ♂        | ♂         | ♂        | ♀      |         | ♂      |       |              |              |       |           |         |
| Fiveman        | ♂        | ♂         | ♀        | ♀      |         | ♂      |       |              |              |       |           |         |
| Jetman         | ♂        | ♀         | ♂        |        |         | ♂      | ♀     |              |              |       |           |         |
| Zyuranger      | ♂        | ♂         | ♂        | ♀      | ♂       | ♂      |       |              |              |       |           |         |
| Dairanger      | ♂        | ♂         | ♂        | ♀      | ♂       |        | ♂     |              |              |       |           |         |
| Kakuranger     | ♂        | ♂         | ♂        |        |         | ♂      | ♀     |              |              |       |           |         |
| Ohranger       | ♂        | ♂         | ♀        | ♀      | ♂       | ♂      |       |              |              |       |           |         |
| Carranger      | ♂        | ♂         | ♀        | ♀      | ♂       |        |       |              |              |       |           |         |
| Megaranger     | ♂        | ♂         | ♀        | ♀      |         | ♂      |       |              | ♂            |       |           |         |
| Gingaman       | ♂        | ♂         | ♂        | ♀      | ♂       | ♂₁→♂₂  |       |              |              |       |           |         |
| GoGoFive       | ♂        | ♂         | ♂        | ♀      | ♂       |        |       |              |              |       |           |         |
| Timeranger     | ♂,♂      | ♂         | ♂        | ♀      | ♂       |        |       |              |              |       |           |         |
| Gaoranger      | ♂        | ♂         | ♂        |        |         | ♂      | ♀     |              | ♂            |       |           |         |
| Hurricanger    | ♂,♂      | ♀,♂       | ♂        |        | ♂       |        |       |              |              |       |           |         |
| Abaranger      | ♂        | ♂         | ♀        |        |         | ♂      | ♂     |              |              |       |           |         |
| Dekaranger     | ♂        | ♂         | ♀        | ♀      | ♂       | ♂      | ♂     | ♀            | ♀            | ♀     |           |         |
| Magiranger     | ♂,♂      | ♀         | ♂        | ♀      | ♂       |        | ♀     |              |              | ♂     |           |         |
| Boukenger      | ♂        | ♂         | ♀        | ♀      |         | ♂      |       |              | ♂            |       |           |         |
| Gekiranger     | ♂        | ♂         | ♀        |        |         |        | ♂     |              |              |       | ♂         |         |
| Go-Onger       | ♂        | ♂         | ♀        |        | ♂       | ♂      |       |              | ♀            | ♂     |           |         |
| Shinkenger     | ♂,♀      | ♂         | ♀        | ♀      | ♂       |        |       |              |              | ♂     |           |         |
| Goseiger       | ♂        | ♂         | ♀        | ♀      | ♂       | ♂      |       |              | ♂            |       |           |         |
| Gokaiger       | ♂        | ♂         | ♀        | ♀      | ♂       |        |       |              | ♂            |       |           |         |
| Go-Busters     | ♂        | ♂         | ♀        |        |         |        |       |              | ♂            | ♂     |           |         |
| Kyoryuger      | ♂        | ♂,♂→♀,♂   |          | ♀      | ♂       | ♂      |       |              | ♂₁→♂₂, ♂₁→♂₂ | ♂     | ♂→♀       |         |
| ToQger         | ♂        | ♂         | ♀        | ♀      | ♂       |        |       | ♂            |              |       | ♂         |         |
| Ninninger      | ♂        | ♂         | ♂        | ♀      | ♀       |        | ♀     |              |              | ♂     |           |         |
| Zyuohger       | ♂        | ♀         | ♂        |        | ♂       | ♂      | ♀     | ♂            |              |       |           |         |
| Kyuranger      | ♂, ♂     | ♂, ♂      | ♂        | ♀      | ♀       | ♂      |       | ♂            | ♂            | ♂     | ♂         |         |
| Lupinranger    | ♂        | ♂         | ♀        |        |         |        |       |              | ♂            |       |           |         |
| Patranger      | ♂        |           |          | ♀      | ♂       |        |       |              |              | ♂     |           |         |
| Ryusoulger     | ♂        | ♂         |          | ♀      | ♂       | ♂      |       |              |              | ♂     | ♂         | ♂       |
| Kirameiger     | ♂        | ♂         | ♂        | ♀      | ♀       |        |       |              | ♂            |       |           |         |
| Zenkaiger      | ♂        | ♂         | ♂        | ♀      |         |        | ♂     |              |              | ♂     | ♂         |         |
| Donbrothers    | ♂        | ♂         | ♀₁→♀₂→♀₁ | ♂      |         | ♂      |       |              | ♂            | ♂     | ♂         |         |
| King-Ohger     | ♂        | ♂         | ♀        |        |         | ♂      | ♂     |              | ♂            |       | ♀         |         |
| Boonboomger    | ♂        | ♂         |          | ♀      |         | ♂      |       | ♂            |              |       | ♂         |         |
| Gozyuger       | ♂        | ♂         | ♂        |        | ♂       | ♀      | ♂     |              |              |       |           |         |

Przywódcą jak i zarazem najpotężniejszym ze wszystkich wojowników sentai jest Aka Czerwony. Dowódcą wszystkich czerwonych przed Aka Czerwonym był Czerwony Sokół z Livemanów. Kierował działaniami swoich 24 kolegów w filmie Gaoranger kontra Super Sentai. Z kolei w Wielkiej Wojnie Legend przywódcą wszystkich wojowników z 34 serii był Czerwony Ranger z Gorangersów. Zastępcą dowódcy jest biały wojownik z JAKQ – Wielka Jedynka.

## Aka Czerwony
Aka Czerwony (jap. アカレッド Aka Reddo; Aka Red) – tajemniczy wojownik, który został stworzony przez połączenie mocy wszystkich czerwonych wojowników walczących przed Bouken Czerwonym. Jedyny wojownik w Sentai, który nie należy do żadnej drużyny. Pierwszy raz wystąpił w filmie Boukenger vs. Super Sentai, pojawia się także w serialu Gokaiger. Jego najbardziej charakterystyczną cechą jest zdolność do przemiany w każdego czerwonego wojownika w Sentai (oprócz Time Ognistego, Kabuto Raijera i Księżniczki Shinken Czerwonej). Na lewej piersi posiada emblemat, a na zapince pasa rzymskie cyfry które informują o rocznicy powstania Sentai. Gdy spotkał się z Boukengerami znaczek miał symbol 30 rocznicy Sentai, a na pasie widniały 3 litery X (rzymskie 30), zaś w Gokaiger ma znaczek 35 rocznicy, a na pasie na drugim X została umieszczona litera V (XXXV – 35). Ponadto obydwa człony jego nazwy znaczą to samo, więc po polsku nazywałby się „Czerwony Czerwony”. We wszystkich częściach jego seiyū jest Tōru Furuya, znany jako Amuro Ray z Gundama.

## Filmy Pojedynkowe
Pomysł 2 walczących razem drużyn powstał kiedy Gorangersi pomogli JAKQ w walce. Od tej pory prawie co roku powstają filmy, w których dwie drużyny spotykają się i walczą przeciwko wspólnym przeciwnikom, wyjątek to rok 2002 i 2007 gdzie do walki przystąpiły specjalne teamy złączone z wojowników z kilku poprzednich serii.
- JAKQ kontra Goranger rok 1978
- Turboranger odcinek zerowy rok 1989 (odcinek przypominający 10 poprzednich serii, prócz Turborangersów pojawiają się tam wszyscy wojownicy z lat 1979-1988)
- Świat Sentaia  rok 1994 (Kakurangersi walczą razem z Fivemanami, Dairangerami, Zyurangerami i Jetmanami, jest to bardzo krótki film, który trwa niespełna 10 min.)
- Ohranger kontra Kakuranger rok 1996
- Carranger kontra Ohranger rok 1997
- Megaranger kontra Carranger rok 1998
- Gingaman kontra Megaranger rok 1999
- Gogo 5 kontra Gingaman rok 2000
- Timeranger kontra Gogo 5 rok 2001
- Timeranger odcinek 51 rok 2001 (z okazji jubileuszu odcinek 51 przypomina poprzednie 23 serie i przedstawia kolejną – Gaorangerów)
- Gaoranger kontra Super Sentai rok 2002 (Film powstały z okazji 25 rocznicy, występują w nim bohaterowie z poprzednich serii: Czerwony Sokół, Wielka Jedynka, Go Żółty, Mega Różowy, Ginga Niebieski)
- Hurricanger kontra Gaoranger rok 2003
- Abaranger kontra Hurricanger rok 2004
- Dekaranger kontra Abaranger rok 2005
- Magiranger kontra Dekaranger rok 2006
- Boukenger kontra Super Sentai rok 2007 – Tak jak Gaoranger kontra Super Sentai jest to film zrobiony z okazji 30-lecia Super Sentai i pojawiają się w nim wojownicy z poprzednich serialów: Hurricane Niebieski, Abare Czarny, Deka Łamacz, Magi Żółty, Magi Błysk oraz nowy – Aka Czerwony.
- Gekiranger kontra Boukenger rok 2008
- Go-Onger kontra Gekiranger rok 2009
- Shinkenger kontra Go-Onger rok 2010. Pojawiła się tam także nowa drużyna Tensō Sentai Goseiger
- Goseiger kontra Shinkenger rok 2011. Wystąpił tam też nowy sentai Kaizoku Sentai Gokaiger
- Gokaiger, Goseiger 199 hero great battle rok 2011 (Jest to kolejny, już trzeci po Gaoranger vs Super sentai i Boukenger vs Super sentai film rocznicowy, jednak oprócz tego Gokaigersi spotykają się z Goseigersami. W filmie pojawiają się także 13 byłych wojowników, którzy odgrywają jednak mniejszą rolę.)
- Gokaiger kontra Gavan rok 2012 – Jest to specyficzny film, ponieważ po raz pierwszy w historii drużyna Sentai nie spotyka się z inną drużyną z serii, lecz z Kosmicznym Szeryfem Gavanem z serii Metal Hero. Obraz stworzony na 30 rocznicę powstania Metal Hero). Na ekranie zadebiutowała też 36. drużyna Super Sentai Tokumei Sentai Go-Busters.
- Go-Busters kontra Gokaiger rok 2013, ukazała się tam nowa drużyna Zyuden Sentai Kyoryuger.
- Kyoryuger kontra Go-Busters rok 2014, ukazali się tam też Zyurangersi i Abarangersi, a także nowy sentai – Ressha Sentai ToQger.
- ToQger kontra Kyoryuger rok 2015, ukazał się tam też nowy sentai – Shuriken Sentai Ninninger.
- Ninniger kontra ToQger rok 2016, ukazał się tam też nowy sentai – Dōbutsu Sentai Zyuohger.
- Zyouohger kontra Ninniger rok 2017, ukazał się tam też nowy sentai – Uchū Sentai Kyuranger.
- Lupinranger kontra Patranger kontra Kyuranger rok 2019.
- Ryusoulger kontra Lupinranger kontra Patranger rok 2020.
- Kiramager kontra Ryusoulger rok 2021.
- Zenkaiger kontra Kiramager kontra Sempaiger rok 2022.
- Donbrothers kontra Zenkaiger rok 2023.
- King-Ohger kontra Donbrothers rok 2024.
- King-Ohger kontra Kyoryuger rok 2024.
- Boonboomger kontra King-Ohger rok 2025

## Filmy kinowe
- Himitsu Sentai Goranger (5)

– Goranger the Movie; Goranger: The Blue Fortress; Goranger: The Red Death Match; Goranger: Fire Mountain's Final Explosion; Goranger: The Bomb Hurricane
- Denshi Sentai Denjiman (1)

– Electronic Task Force Denjiman
- Taiyō Sentai Sun Vulcan (1)

– Solar Task Force Sunvulcan
- Dai Sentai Goggle Five (1)

– Great Task Force Goggle Five
- Kagaku Sentai Dynaman (1)

– Science Task Force Dynaman
- Chōdensi Bioman (1)

– Super Electron Bioman
- Dengeki Sentai Changeman (2)

– Blitzkrieg Task Force Changeman; Blitzkrieg Task Force Changeman: Shuttle Base! The CriticalMoment!
- Chōsinsei Flashman (2)

– Supernova Flashman,
Supernova Flashman: Great Reversal! Titan Boy (Kompilacja odcinków 15–18)
- Hikari Sentai Maskman (1)

– Light Task Force Maskman
- Kosoku Sentai Turboranger (1)

– High Speed Task Force Turboranger
- Gosei Sentai Dairanger (1)

– Dairanger the Movie
- Choriki Sentai Ohranger (1)

– Choriki Sentai Ohranger
- Kyūkyū Sentai GoGo V (1)

– Go Go V Gekitotsu! Aratanaru Chōsenshi
- Hyakujū Sentai Gaoranger (1)

– Gaoranger the Movie: Fire Mōntain Howls
- Ninpū Sentai Hurricanger (1)

– Hurricanger: Shushutto the Movie
- Bakuryū Sentai Abaranger (1)

– Abaranger Deluxe
- Tokusō Sentai Dekaranger (1)

– Dekaranger The Movie: Full Blast
- Mahō Sentai Magiranger (1)

– Magiranger The Movie: The Bride of the Infershia
- GoGo Sentai Boukenger (1)

– Boukenger the Movie: Saikyō no Pureshasu
- Juken Sentai Gekiranger (1)

– Movie Edition Juken Sentai Gekiranger: Nei-Nei! Ho-Ho! Hong Kong Decisive Battle
- Engine Sentai Go-Onger (1)

– Movie: Engine Sentai Go-onger: Boom Boom! Bang Bang! GekijoBang!!
- Samurai Sentai Shinkenger (1)

– Samurai Sentai Shinkenger Ginmaku Ban
- Tensō Sentai Goseiger (1)

– Tensō Sentai Goseiger Epic on the Movie
- Tokumei Sentai Go-Busters(1)

– Kamen Rider × Super Sentai: Super Hero Taisen

## Super Sentai za granicą

### Francja
W latach 80. i 90. naczelna francuska telewizja TF1 wyemitowała kilka seriali Super Sentai w ramach codziennego programu dla dzieci Club Dorothée. Były to Bioman, Flashman, Maskman (pod nazwą Bioman 2), Liveman (pod nazwą Bioman 3), Turboranger, Fiveman i Jetman. Po emisji tego ostatniego w 1992 roku francuskie kanały przestały emitować Super Sentai skupiając się na Power Rangers

### Hiszpania
W tym kraju seriale Super Sentai były emitowane przez główny kanał telewizyjny – La 1. Tymi serialami były Liveman (pod nazwą Bioman), Turboranger i Jetman.

### Włochy
We Włoszech wyemitowano z włoskim dubbingiem jedynie dwa seriale Super Sentai – Denjiman i Goggle Five.

### Polska
Dotychczas żadna stacja telewizyjna w Polsce nie wyemitowała jakiegokolwiek serialu z cyklu Super Sentai. Emisji doczekały się natomiast prawie wszystkie serie Power Rangers.

### Stany Zjednoczone
Wyemitowanymi serialami Sentai w tym kraju były Goranger, JAKQ, Battle Fever J i Dynaman. Miało to miejsce w latach 70. i 80. Na hawajskiej stacji telewizyjnej KIKU-TV wyemitowano Goranger i Battle Fever J, gdzie seriale te pojawiały się w oryginalnej japońskiej wersji, lecz z angielskimi napisami. JAKQ było emitowane w telewizji z Los Angeles. Natomiast w 1987 roku telewizja amerykańska wyemitowała 7-odcinkową parodię Dynaman z dubbingiem. Od 1993 Amerykanie rozpoczęli produkcję swojej adaptacji Super Sentai- Power Rangers.

### Brazylia
Pierwszym serialem Sentai wyemitowanym w tym kraju był Changeman, którego emisja odbyła się pierwszy raz na kanale Rede Manchete w 1988 w zdubbingowanej na portugalski postaci. Changeman zyskał w tym kraju ogromną popularność wraz z inną serią tokusatsu – Juspionem. Po tym sukcesie wyemitowano w Brazylii jeszcze 3 serie Sentai: Flashman, Maskman i Goggle Five. Od lat 90. w Brazylii z powodów biurokratycznych i finansowych zaprzestano emisji seriali tokusatsu i skupiono się na ich amerykańskich adaptacjach.

### Peru
W tym kraju wyemitowano serię Liveman z hiszpańskim, choć innym niż w Hiszpanii dubbingiem.

### Filipiny
Choć pierwszym serialem Sentai wyemitowanym na Filipinach było JAKQ, to jednak Goranger odniósł tam większy sukces. Obydwie serie były zdubbingowane po angielsku. W tym języku wyemitowano jeszcze Bioman, która rychło stała się tam hitem, zaś pozostałe serie uznawano tam za jej kontynuacje. Serie Sentai następnie dubbingowano na filipiński – pierwszą z nich był Maskman. W latach 90. emitowano Turboranger, Fiveman, Jetman i Goggle Five. W 1995 telewizje przerzuciły się na Power Rangers, choć w przeciwieństwie do innych krajów, seriale Sentai były tam dalej emitowane.

### Korea Południowa
W tym kraju pierwszym wyemitowanym Sentai był Flashman, a następnie Goggle Five, Changeman, Liveman i Turboranger. W dzisiejszych czasach Korea Południowa jest głównym importerem serii Sentai, które emituje od 2004 poczynając od Abaranger z przerwą z Shinkenger, który z powodów politycznych (ukazanie samurajów w dobrym świetle) nie został wyemitowany, a w jego miejsce zaprezentowano Gaoranger. Serie te mają zmienione nazwy:
- Abaranger – Power Rangers Dino Thunder
- Dekaranger – Power Rangers SPD
- Magiranger – Power Rangers Magic Force
- Boukenger – Power Rangers Treasure Force
- Gekiranger – Power Rangers Wild Spirits
- Go-Onger – Power Rangers Engine Force
- Gaoranger – Power Rangers Jungle Force
- Goseiger – Power Rangers Miracle Force
- Gokaiger – Power Rangers Captain Force
- Go-Busters – Power Rangers Go-Busters
- Kyoryuger – Power Rangers Dino Force
- Toqger – Power Rangers Train Force
- Ninninger – Power Rangers Ninja Force
- Zyuohger – Power Rangers Animal Force
- Kyuranger – Power Rangers Galaxy Force
- Ryusoulger – Power Rangers Dino Soul
- Lupinranger VS Patranger – Power Rangers Lupin Force VS Patrol Force
- Zenkaiger – Power Rangers Zenkaiger
- Donbrothers – Power Rangers Donbrothers
- King-Ohger – Power Rangers Kingdom Force
- Boonboomger – Power Rangers Boom-Boom Force

Wszystkie serie w tym kraju były zdubbingowane na koreański. W 2017 roku został wyprodukowany południowokoreański, 12-odcinkowy serial Sentai stanowiący kontynuację Kyoryuger – Power Rangers Dino Force Brave. Serial ten emitowany był także w Japonii w postaci zdubbingowanej.

## Seriale podobne do Sentai
2 kraje: Francja i Tajlandia nakręciły swoje „sentaie”.
- France Five – seria francuska. Na początku serial nazywał się Jushi Sentai France Five, później zmieniono na Shin Kenjushi France Five. Jest fabularnym połączeniem kilku poprzednich Sentai. Ich kolory to: czerwony, czarny, niebieski, żółty, różowy i srebrny. Tylko różowy jest kobietą.
- Sport Ranger – seria tajska z 2006. Ich kolory to czerwony, żółty, zielony, niebieski, różowy. Niebieski i różowy są kobietami.

Ponadto w Japonii kręcono seriale podobne do Sentai, jednak z wielu przyczyn nie zaliczają się one do sagi.
- Enban Sensou Bankid – serial z 1976 roku, był wyprodukowany przez firmę Toho w 26 odcinkach. Opowiadał o piątce młodych ludzi ze specjalnymi mocami. Ich kolory to: czerwony, niebieski, różowy i dwaj żółci. Tylko różowy jest kobietą, ponadto jeden z żółtych jest dzieckiem i jest jednocześnie bratem drugiego żółtego.
- Ninja Captor – serial z 1976 roku, podobnie jak Sentaie był nakręcony przez wytwórnię Toei. Liczył 43 odcinki. Opowiadał o siódemce wojowników ninja. Ich kolory to: czerwony, zielony, żółty, brązowy, różowy, niebieski i pomarańczowy. Tylko różowy jest kobietą, ponadto była zmiana wojowniczki w tym kolorze. Jednorazowo został ogłoszony Sentaiem, miało to miejsce w 1983 roku, jednak po 1996 nie jest liczony.
- Dennou Keisatsu Cybercop – serial z 1988 roku, wyprodukowany przez Toho, liczył 34 odcinki plus pilotażowy. W zamierzeniu miała być to podobna fabularnie odpowiedź Toho na Sentai i Metalowych Herosów, jednak po emisji pilotażowego odcinka odcięto się od tego założenia. Opowiada o czwórce policjantów używających futurystycznych zbroi do walki z organizacją Deathtrap. Pomaga im młoda policjantka oraz później dochodzi piąty wojownik. Ich kolory to czerwony, zielony, niebieski, szary i biały.
- Hikonin Sentai Akibaranger – serial z 2012 roku, wyprodukowany przez Toei, liczył 12 odcinków. Jest to parodia całego Sentai, a zwłaszcza serii Gokaiger. Trójka otaku staje się tytułowymi Akibarangersami, by chronić tokijską dzielnicę Akihabarę od Imperium Deluzji. Ich kolory to czerwony, niebieski i żółty, przy czym żółty i niebieski to kobiety, zaś na jeden odcinek była zmiana czerwonego. Dosłowny przekład tytułu oznacza Nieoficjalny Sentai. W 2013 wyemitowany został drugi sezon Akibaranger, także liczący 12 odcinków.

### Power Rangers
Od 1993 roku w USA tworzone są adaptacje Super Sentai na rynek zachodni. Owe seriale noszą nazwę Power Rangers. Niemalże każdy serial Power Rangers jest tworzony rok po premierze danej serii Sentai. W serialu pojawiają się nowi aktorzy, jednak z Sentai zostają przeniesione głównie sceny walki wojowników a także maszyn. Poniżej są podane serie Sentai i ich amerykańskie odpowiedniki.
- Zyuranger: Mighty Morphin Power Rangers sezon pierwszy- liczył 60 odcinków. Zyuranger stanowi główną bazę do pierwszej serii, ponieważ kostiumy i postaci z pierwszego sezonu są wykorzystane także w późniejszych. W 2010 roku wyemitowano zremasterowaną pierwszą serię.
- Dairanger: Mighty Morphin Power Rangers sezon drugi- liczył 52 odcinki. Z Dairanger zaadaptowano jedynie potwory, maszyny oraz kostium Białego Rangersa.
- Kakuranger: Mighty Morphin Power Rangers sezon trzeci oraz krótki spin-off Mighty Morphin Alien Rangers – łącznie liczyły 43 odcinki. Do głównej części zaadaptowano niektóre postaci pozytywne i większość wrogów a także maszyny. Do spin-offu wykorzystano sceny akcji Kakurangersów.
- Ohranger: Power Rangers Zeo – liczył 50 odcinków. Kontynuacja MMPR.
- Carranger: Power Rangers Turbo – liczył 1 film oraz 45 odcinków. Kontynuacja PR Zeo.
- Megaranger: Power Rangers w kosmosie – liczył 43 odcinki. Kontynuacja PR Turbo, ostatnia część Sagi Zordona.
- Gingaman: Power Rangers: Zagubiona galaktyka – liczył 45 odcinków.
- GoGoFive: Power Rangers Lightspeed Rescue – liczył 40 odcinków.
- Timeranger: Power Rangers Time Force – liczył 40 odcinków.
- Gaoranger: Power Rangers Wild Force – liczył 40 odcinków. Ostatnia seria stworzona przez Saban Entertainment do roku 2011.
- Hurricanger: Power Rangers Ninja Storm – liczył 38 odcinków. Pierwsza seria stworzona przez Disney.
- Abaranger: Power Rangers: Dino Grzmot – liczył 38 odcinków. Pierwsza seria Disney, w której pojawia się wojownik z serii stworzonej Saban Entertainment.
- Dekaranger: Power Rangers SPD – liczył 38 odcinków.
- Magiranger: Power Rangers: Mistyczna moc – liczył 32 odcinki.
- Boukenger: Power Rangers Operacja Overdrive – liczył 32 odcinki.
- Gekiranger: Power Rangers: Furia dżungli – liczył 32 odcinki.
- Go-Onger: Power Rangers RPM – liczył 30 odcinków. Ostatnia seria Power Rangers stworzona przez Disney.
- Shinkenger: Power Rangers Samurai – pierwsza seria stworzona przez Saban Entertainment od czasów Wild Force. Wspólnie ze swoją drugą częścią – Super Samurai, liczyła 40 odcinków.
- Goseiger: Power Rangers Megaforce – liczył 22 odcinki.
- Gokaiger: Power Rangers Super Megaforce – kontynuacja Megaforce, liczyła 20 odcinków; w serii pojawiają się dawni Rangersi, a obecna drużyna może wykorzystywać moce swych poprzedników.
- Kyoryuger: Power Rangers Dino Charge – liczył 22 odcinki.
- Kyoryuger. Power Rangers Dino Super Charge – kontynuacja Dino Charge, liczyła 22 odcinki.
- Ninninger. Power Rangers Ninja Steel – liczy 22 odcinki;
- Ninninger. Power Rangers Super Ninja Steel – kontynuacja Ninja Steel z 22 odcinkami.
- Go-Busters: Power Rangers Beast Morphers – ma 2 sezony, każdy liczy 22 odcinki. Pierwsza adaptacja serii, która została oryginalnie pominięta.
- Ryusoulger: Power Rangers Dino Fury – ma 2 sezony, każdy liczy 22 odcinki.
- Kyuranger: Power Rangers Cosmic Fury – ma 1 sezon z 10 odcinkami. Z Kyuranger zaadaptowano jedynie zordy.